# Pseudomops gratus
Pseudomops gratus es una especie de cucaracha del género Pseudomops, familia Ectobiidae. Fue descrita científicamente por Rehn en 1903.
Habita en Costa Rica.